# Pearl Primus
Pearl Primus (29 de novembro de 1919, Porto da Espanha, Trinidad e Tobago - 29 de outubro de 1994, New Rochelle, Estados Unidos) foi uma bailarina, coreógrafa e antropóloga trinitense. Promoveu a dança africana como uma forma de arte digna de estudo e atuação, em reação contra o arquétipo ocidental sobre o selvagem africano.

## Biografia
Chegou a cidade de Nova York quando tinha dois anos ao se mudar sua família e estudou no Hunter College destacando-se como uma atleta extraordinária. Estreo na dança com o New Dance Group em 1942, sendo a primeira integrante negra nessa organização.
Obteve um doutorado na Universidade de Columbia e a raiz de suas investigações antropológicas em museus, bibliotecas e literatura especializada sobre a  África e o Caribe, inspirou-se para coreografar obras suas como African Ceremonial de 1943 e The Wedding de 1961.
Desde abril de 1943 atuou no clube noturno Cafe Society Downtown durante dez meses e em junho do mesmo ano no Madison Square Garden para cerca de 20.000 pessoas. Coreografou a obra baseada no poema de Langston Hughes The Negro Speaks of Rivers representada em 1944 na Broadway. No verão desse ano, visitou o Extremo Sul para estudar a cultura e dança dos afroamericanos. 
Trabalhou como professora no New Dance Group e estudou com Martha Graham, Charles Weidman, Ismay Andrews e Asadata Dafora. Este último iniciou um movimento de orgulho pela cultura de seus ancestrais africanos que influenciou Primus ainda que ela nunca admitiu. Em dezembro de 1943 apareceu no Festival de Dança Africana organizado por Dafora no Carnegie Hall ante Eleanor Roosevelt.
Após exitosos espetáculos teatrais e concertos, organizou sua própria companhia de dança moderna africana e percorreu o país atuando nas universidades. Em 1948 na Fisk University, o presidente da junta diretiva, impressionado, perguntou-lhe quando tinha visitado a África pelaúltima vez, e ela contestou que nunca tinha ido até lá. Recebeu uma bolsa com a que realizou uma volta de investigação de dezoito meses pela Costa do Ouro (futura Ghana), Angola, Camarões, Libéria, Senegal e o Congo Belga. Foi muito bem aceita pelas comunidades negroafricanas, que a consideraram a reencarnacão de uma bailarina africana, e os oni e o povo de Ifé na Nigéria a iniciaram em seus rituais secretos.
Recebeu um doutorado de antropologia pela Universidade de Nova Iorque em 1978, e em 1979 ela e seu esposo fundaram o Dance Language Institute Pearl Primus em New Rochelle, estado de Nova Iorque. Como educadora e artista, Primus lecionou durante décadas em numerosas universidades estadounidenses e atuou em institutos. Como antropóloga, dirigiu projetos culturais na Europa, África e América para organizações como a Fundação Ford, Escritório de Educação de Estados Unidos, a Universidade de Nova Iorque ou o Conselho de Artes de Rochester. Sua investigação na África foi crucial para o conhecimento da dança tradicional e danças ancestrais antes que desaparecessem devido o progresso e a modernização. De 1959 a 1962 num centro de artes cênicas que abriram em Liberia o casal Primus também ensinou a artistas locais a fazer suas danças mais entretidas e aceitáveis para o mundo ocidental, e apoiaram e organizaram projetos em Senegal, Gambia, Guiné e os Estados Unidos para atrair o turismo ocidental àqueles países africanos.
Primus casou-se com o bailarino e coreógrafo Percival Borda em 1954 e tiveram um filho, Onwin Borda, e sua união pessoal e colaboração profissional durou até sua morte em 1979. Pearl Primus morreu de diabetes em sua casa de New Rochelle, Nova York, o 29 de outubro de 1994. Em 1991 o presidente George H. W. Bush tinha-lhe outorgado a Medalha Nacional das Artes, o último de uma longa série de galardões por sua contribuição ao estudo e difusão de dança africana.